# Abertura australiana
A abertura australiana do jogo de damas brasileiras é caracterizada pelos lances

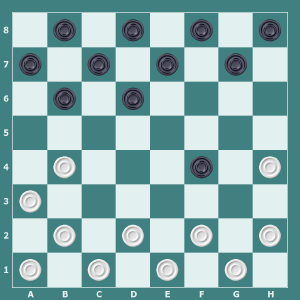

1.c3-b4 f6-e5 2.g3-h4 e5-f4 3.e3xg5 h6xf4
ou
1.c3-b4 f6-g5 2.g3-h4 g5-f4 3.e3xg5 h6xf4

No jogo de damas russas, a abertura é conhecida como "Обратный кол" ("Обратный", inversa; "кол", estaca), em virtude da semelhança da abertura australiana com a abertura russa (ou abertura "кол").